# Gravelbourg
Pour les articles homonymes, voir Gravelbourg (homonymie).
Gravelbourg est un petit village multiculturel, à près de 30% francophone, au sud de la Saskatchewan, près de Moose Jaw, Swift Current et la frontière canado-américaine. Au recensement de 2011, on y a compté 1 116 habitants, ils étaient 1 089 en 2006.

## Description
Lieu de rassemblement pour la communauté fransaskoise, Gravelbourg abrite notamment le collège Mathieu. Sylvain Lelièvre a composé une chanson en honneur de la municipalité.
Métropole de l'ancien diocèse de Gravelbourg, la co-cathédrale Notre-Dame de l'Assomption est l'église principale de cette localité.
Le nom du village découle de celui de l'abbé Louis-Pierre Gravel, son fondateur vers 1908.

## Histoire
À la fin du XIXe siècle la région de La Vieille est fréquentée par des Amérindiens (Cris, Sioux), des Métis. Les vachers du ranch Turkey-Track parcourent aussi la région. Il s'agit d'une vaste exploitation aux mains d'intérêts texans qui s'étend alors sur une grande partie du sud-ouest de la province.
En 1902, Pierre Larivière un Québécois de l'Outaouais, explore la région de La Vieille à la recherche de terres labourables pour installer ses onze enfants. Lui et quatre de ses fils, réservent en 1905 plusieurs carreaux à titre de concession et de préemption.
En 1906, un premier groupe de Canadiens-Français quitte le village de Cantal à proximité de la frontière du Manitoba pour s'installer à Willow Bunch suivant leur abbé nommé dans cette localité. Les terres de la région ne leur convenant pas, ils décident, à la suite d'Edmond Gauthier et du guide métis Ed L'espérance, de poursuivre vers le nord-ouest jusqu'à la rivière la Vieille aussi appelée rivière des Bois. D'autres groupent suivent sous l'impulsion de l'abbé Royer, premier prêtre permanent, et de l'abbé Gravel prêtre-colonisateur. L'arpentage de la région se fait à l'automne 1906. En 1907, l'abbé Royer quitte La Vieille pour fondé le village de Notre-Dame-D'Auvergne. L'abbé Magnan devient le premier prêtre officiel de la paroisse jusqu'en 1917, date à laquelle il est remplacé par l'abbé Maillard, ancien curé de Wolseley.
Entre-temps, à la faveur de l'action de l'abbé Gravel, le village obtient un bureau de poste et se trouve renommé Gravelbourg (1907), le télégraphe (1908), une première banque (1910) et un embranchement ferroviaire (1913). Dans les années 1920, le commerce est florissant. La ville comprend entre autres : hôtel, restaurant ; magasin général, de vêtements, boucherie, couturier, bijouterie ; commerce de machine agricole, garage. Les professions libérales comptent coiffeur, barbier, dentiste, médecin, pharmacien, avocat. Le bourg possède son propre journal avec une édition française : L'Étoile de Gravelbourg et une anglaise le Gravelbourg Star. Pour leurs divertissements, les habitants disposent d'une salle de billard et d'un cinéma.
Les institutions municipales évoluent. D'abord simple district local d'amélioration (Local Improvement District), Gravelbourg est érigée, en décembre 1912, en municipalité urbaine avec le statut de village alors que les zones rurales sont incorporées en tant que municipalité rurale de Gravelbourg n°104. En novembre 1916, la municipalité urbaine obtient le statut ville,.
En 1915, la congrégation des sœurs de Jésus-Marie envoie cinq de ses membres sous la direction de Mère Sainte-Émilienne depuis Québec vers Gravelbourg. Le curé Magnan leur cède le presbytère. Elle prennent en charge les 70 élèves de l'école publique. Dès 1917, face à l'augmentation des effectifs, elles font construire un édifice qui ouvre l'année suivante. Il comprend outre le couvent, le collège Thévenet, école publique qui accueille alors 81 pensionnaires,172 externes, garçons et filles. EN 1927, deux nouvelles ailes sont construites. Mais pendant la crise des années 1930, la commission scolaire incapable de payer les enseignantes envisage la fermeture de l'école. Toutefois les religieuses offrent de continuer les cours contre de simples reconnaissances de dettes.
En 1918, le collège Mathieu ouvre ses portes avec des classes élémentaires et secondaires. Des cours de lettres et de philosophie permettent d'obtenir un baccalauréat ès art d'abord affilié à l'université Laval puis à celle d'Ottawa. Les séminaristes bénéficient d'un cours de théologie. À la fin des années 1920 de nouveaux cursus en commerce et en agriculture d'une durée de trois ans viennent s'ajouter. Le collège fondé par l'archevêque de Régina, Mgr Mathieu et les abbé Maillard et Gravel en tant qu'établissement d'enseignement catholique est d'abord dirigé par le clergé séculier qui cède la place en 1920 aux Oblats de Marie-Immaculée.
À partir de 1947, plusieurs festivals se succèdent à Gravelbourg. Le premier : le Festival de la chanson française, organisé par l'ACFC (Association catholique franco-canadienne de la Saskatchewan) se tient pendant une vingtaine d'année au gymnase du collège Mathieu. Il accueille annuellement environ un millier de personnes. La scène est spécifiquement dédiée aux écoliers. Le second : la Cabane à sucre se tient annuellement entre 1972 et 1990. Enfin trois éditions de la Fête fransaskoise se déroulent à Gravelbourg : en 1986, 1988 et 1993,.

## Géographie

Plan de la municipalité rurale de Gravelbourg n°104 comprenant l'enclave de la ville de Gravelbourg.

### Situation
Gravelbourg se situe au centre-sud de la province de la Saskatchewan enclavée dans la municipalité rurale de Gravelbourg n°104. Elle est distante à vol d'oiseau vers le nord-est de 150 km de Régina, de 100 km de Moose Jaw ; vers le au sud-est de 50 km d'Assiniboia et vers les nord-ouest de 100 km de Swift Current.
Gravelbourg est un carrefour routier secondaire à l'intersection des routes provinciales 58 et 43. Elle est desservie par des bus interurbains. Elle dispose d'un aéroport (code OACI : CJM4) doté d'une piste de 762 m de long sur 23 m de large destinée à l'aviation légère. La ligne de chemin de fer est exploitée pour le fret par le Canadien Pacifique,.
La municipalité s'étend sur 321 ha, à 700 m d'altitude, dans les Prairies canadiennes au nord de la montagne des Bois, au sud-ouest du coteau du Missouri. Le relief est peu marqué. À proximité coule la rivière des Bois (ou rivière La Vieille) en amont de sa confluence avec la Notukeu. Elle s'inscrit dans le bassin hydrographique endoréique du lac La Vieille,.

### Géologie
Gravelbourg se situe dans la bassin sédimentaire de l'Ouest canadien. Elle est bâtie sur des terrains appartenant à la formation de Bearpaw. Cette formation date de la fin du Crétacé : du Campanien et du Maastrichtien (entre 83 et 66 Ma). Ce sont des roches sédimentaires détritiques marines fines, argileuses ou gréseuses souvent avec des fossiles de foraminifères ou de mollusques. Ces couches crétacées reposent sont recouvertes de sédiments quaternaires glaciaires. La plus récente de ces formations glaciaires est issue d'une sédimentation lacustre,.
Les sols de la région sont classés comme des chernozems bruns selon la classification canadienne des sols. Ils sont associés à un climat froid et sec et une végétation climacique herbacée à graminées,.

### Climat
Le climat de Gravelbourg est classé Dfb dans la classification de Köppen : c'est un climat continental, relativement humide avec des étés tempérés. Gravelbourg est située dans le Triangle de Palliser, région sensible à la sécheresse.
| Mois                                  | jan.       | fév.       | mars       | avril      | mai      | juin      | jui.      | août      | sep.       | oct.      | nov.       | déc.       | année            |
| ------------------------------------- | ---------- | ---------- | ---------- | ---------- | -------- | --------- | --------- | --------- | ---------- | --------- | ---------- | ---------- | ---------------- |
| Température minimale moyenne (°C)     | −17,5      | −14,4      | −7,9       | −1,5       | 4,8      | 9,5       | 11,4      | 10,3      | 4,6        | −0,9      | −8,8       | −15,8      | −2,2             |
| Température moyenne (°C)              | −12,5      | −9,3       | −2,3       | 5,5        | 12,1     | 16,8      | 19        | 18,3      | 11,8       | 5,9       | −3,8       | −10,8      | 4,2              |
| Température maximale moyenne (°C)     | −7,4       | −4         | 3,3        | 12,5       | 19,4     | 24        | 26,7      | 26,1      | 19         | 12,5      | 1,3        | −5,8       | 10,6             |
| Record de froid (°C) date du record   | −44,4 1954 | −48,9 1936 | −38,3 1962 | −28,3 1975 | −15 1923 | −8,9 1942 | −1,1 1931 | −3,9 1930 | −12,8 1961 | −26 1991  | −32,8 1946 | −41,5 1983 | −48,9 16/02/1936 |
| Record de chaleur (°C) date du record | 12,8 1931  | 18 1992    | 24 1993    | 35 1952    | 37 1980  | 41,5 1988 | 42,8 1937 | 41,7 1949 | 39,4 1940  | 33,5 1992 | 22,8 1949  | 20,6 1983  | 42,8 7/7/1937    |
| Précipitations (mm)                   | 22,8       | 19         | 20,3       | 21,2       | 48,9     | 58,5      | 60,4      | 37,4      | 34,2       | 16,4      | 18,2       | 24,8       | 381,9            |
| dont neige (cm)                       | 22,8       | 19         | 19,2       | 4,9        | 2,7      | 0         | 0         | 0         | 1          | 6,9       | 17,1       | 24,8       | 118,3            |
| Nombre de jours avec précipitations   | 7,2        | 4,8        | 5          | 5,7        | 9,3      | 11,2      | 9,6       | 8         | 7,2        | 4,6       | 5,4        | 6,5        | 84,5             |
| Nombre de jours avec neige            | 7,2        | 4,8        | 4,7        | 1,9        | 0,5      | 0         | 0         | 0         | 0,39       | 1,7       | 5          | 6,3        | 32,5             |

## Municipalité
La municipalité a le statut de ville, elle est dirigée par un maire et six conseillers.
| 1985-1991     |  | 1997-2006    | 2006-2009       | 2009-2014    | 2014 (intérim)      | 2014-2016      | 2016-2017   | 2017 (intérim) | 2018-2020     | 2020-2024     | 2024-2028      |
| ------------- |  | ------------ | --------------- | ------------ | ------------------- | -------------- | ----------- | -------------- | ------------- | ------------- | -------------- |
| Lewis Drapper |  | Henri Lepage | Fernand Bouvier | Réal Fourest | Toos Giesen-Stefiuk | Edward Lagassé | Dan Lamarre | Jackie Berg    | Robert Bowler | Darcy Stefiuk | Mathieu Forest |
| [ 21 ]        |  | ,            | [ 24 ]          | ,            | [ 26 ]              | ,              | ,           | [ 28 ]         | ,             | [ 31 ]        | [ 32 ]         |

## Démographie
Entre les années 1970 et 2020 Gravelbourg perd un tiers de sa population.
| 1951  | 1956  | 1971  | 1976  | 1981  | 1986  | 1991  | 1996  | 2001  |
| ----- | ----- | ----- | ----- | ----- | ----- | ----- | ----- | ----- |
| 1 197 | 1 434 | 1 428 | 1 326 | 1 338 | 1 305 | 1 226 | 1 211 | 1 187 |

| 2006  | 2011  | 2016  | 2021 | - | - | - | - | - |
| ----- | ----- | ----- | ---- | - | - | - | - | - |
| 1 089 | 1 116 | 1 083 | 986  | - | - | - | - | - |

## Culture
Le bourg compte plusieurs institutions culturelles :
- Le Musée de Gravelbourg et District expose différents objets illustrant la vie des pionniers ;
- Le Théâtre Renaissance Gaieté propose des spectacles vivants ou des séances de cinéma ;
- Le Festival du Solstice d'été[39];
- Le centre culturel Maillard qui héberge la radio francophone CFRG sur 93,5 MHz[40].

Le patrimoine architectural comprend plusieurs bâtiment religieux et civils dont plusieurs sont classés au titre des lieux patrimoniaux du Canada.
- La co-cathédrale Notre-Dame-de-l'Assomption est construite en 1910 en tant qu'église paroissiale catholique dédiée à Sainte Philomène avant d'être élevée au rang de cathédrale en 1930, elle est remarquable par ses dimensions : 55 m de long, 18 m de large, des hauteurs de 32 m pour les tours et 17 m pour la voute ; par son style italianisant inspiré de l'art classique et de la renaissance enfin par la richesse de sa décoration intérieure qui comprend des peintures monumentales réalisées par l'abbé Maillard ; classé en 1981[41].
- Le couvent Jésus-Marie est construit 1917, il sert alors de couvent catholique et de pensionnat pour filles, il est complété par deux ailes en 1927 .
- L'évêché date de 1918[42].
- Le pavillon du collège Mathieu est construit en 1912, c'est alors une école secondaire catholique et un pensionnat pour garçons ; classé en 1981.
- Le palais de justice, actuelle mairie date de 1926-27[43].
- La poste date de 1929-30[44].
- L'ancienne gare du Canadien Nordique date de l'arrivée du chemin de fer en 1913[45].
- L'élévateur (silo) à grain de la Saskatchewan and Western Elevator Company date de 1905[46],[47].
- Le château d'eau, tour métallique à claire-voie supportant un réservoir haute de 45 m, construit en 1928, est détruit en 2024[48].

|                                                                       |
| Façade de la co-cathédrale Notre-Dame-de-l'Assomption de Gravelbourg. |

|                                                                               |
| L'intérieur de la La co-cathédrale Notre-Dame-de-l'Assomption de Gravelbourg. |

|                                |
| Le Théâtre Renaissance Gaieté. |

|                                       |
| L'ancienne gare du Canadien National. |

## Personnalités
- Françoys Bernier (1927-1993) : musicien québécois, il enseigne au collège Mathieu de 1950 à 1953 et est directeur des programmes à la radio CFRG ;
- Donald Bolen (1961- ) : prélat, archevêque de Régina depuis 2016, né à Gravelbourg ;
- James Branch (1907-1980) : prêtre acadien, dramaturge et militant anticommuniste, il passe 25 ans à Gravelbourg où il est aussi éditeur diocésain et animateur radio[49] ;
- Jaime Clampitt (1976- ) : boxeuse, née à Gravelbourg[50] ;
- Lionel Philias Coderre (1915-1995) : homme politique saskatchewanais député de Gravelbourg, ministre , ancien élève du collège Mathieu de Gravelbourg[51],[52] ;
- Jean-Baptiste Crépeau (1923-1975) : juriste et homme politique libéral québécois, né à Gravelbourg et ancien élève du collège Mathieu ;
- Paul-André Crépeau (1926-2011) : juriste québécois, né à Gravelbourg ;
- Larry Hornung (1945-2001) : hockeyeur sur glace, né à Gravelbourg ;
- Georges Huel (1930-2002) : graphiste canadien né à Gravelbourg ;
- Maryvonne Kendergi (1915-2011) : musicienne, professeur et animatrice radio dans les années 1950 à Gravelbourg ;
- Léonard Legault (1935 -2017) : juriste et diplomate canadien, né à Gravelbourg[53] ;
- Nicole Lizée (1973- ) : musicienne, née à Gravelbourg[54] ;
- Arthur Marchildon (1920-1996) : prêtre saskatchewanais, militant francophone, a étudié à Gravelbourg ;
- Joseph Arthur Marcotte (1873-1958) : avocat et homme politique saskatchewanais, bâtonnier du district de Gravelbourg de 1926 à 1929 ;
- Arthur B. Metzner (1927-2006) : chimiste et physicien, né à Gravelbourg[55] ;
- Paul Piché (1909-1992) : prélat, évêque du diocèse Mackenzie-Fort Smith de 1967 à 1992, né à Gravelbourg[56] ;
- Gordon Sherven (1963- ) : hockeyeur sur glace, né à Gravelbourg[57] ;
- Allyre Sirois (1923-2012) : agent secret en France pendant la seconde guerre mondiale, puis juge, il exerce à Gravelbourg de 1951 à 1964 ;
- Réjean Stringer (1974- ) : hockeyeur sur glace, né à Gravelbourg[58],[59] ;
- Toby Tarnow (1937- ) : actrice canadienne, née à Gravelbourg, elle a notamment joué dans le film Départ sans adieux de Don Owen[60];
- Jean-Marie-Rodrigue Villeneuve (1883-1947) : prélat canadien, 1er évêque du diocèse de Gravelbourg de 1930 à 1931 ;
- Antony Vogel (1964- ) : hocheyeur sur glace germano-canadien, né à Gravelbourg[61].